# 推錢機

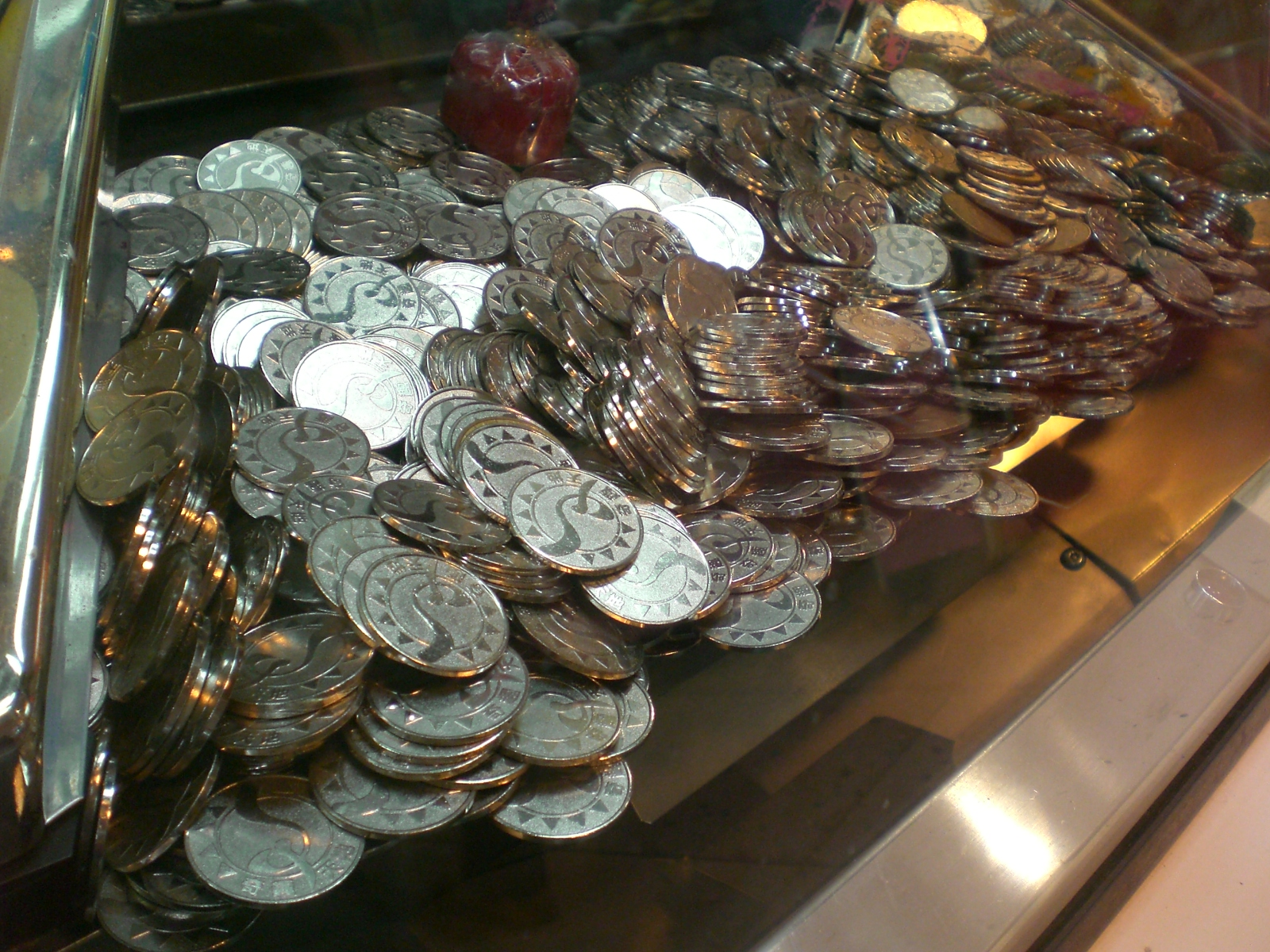
推錢機內危危欲墜的代幣小山丘

推錢機，又稱推銀機（英語：Coin pusher）、推币机，是室內遊樂場的一种電動機械遊戲機，有如扭蛋機、釣公仔等。推錢機是一個透明的大箱，玩家可以看到箱內有一堆一堆的貨幣，通常是該遊樂場的代幣。那些貨幣小山丘看似即將倒塌，只要玩家由推錢機的入幣口投下多一兩個代幣。如果貨幣山丘倒塌，玩家就可以獲勝。看似容易，當中帶有賭博成分，好勝者會沉迷，難自拔。最後的贏家當然是遊戲機拥有人。

## 相關
- 迷你推錢機